# Haus der Kunst (Baden)

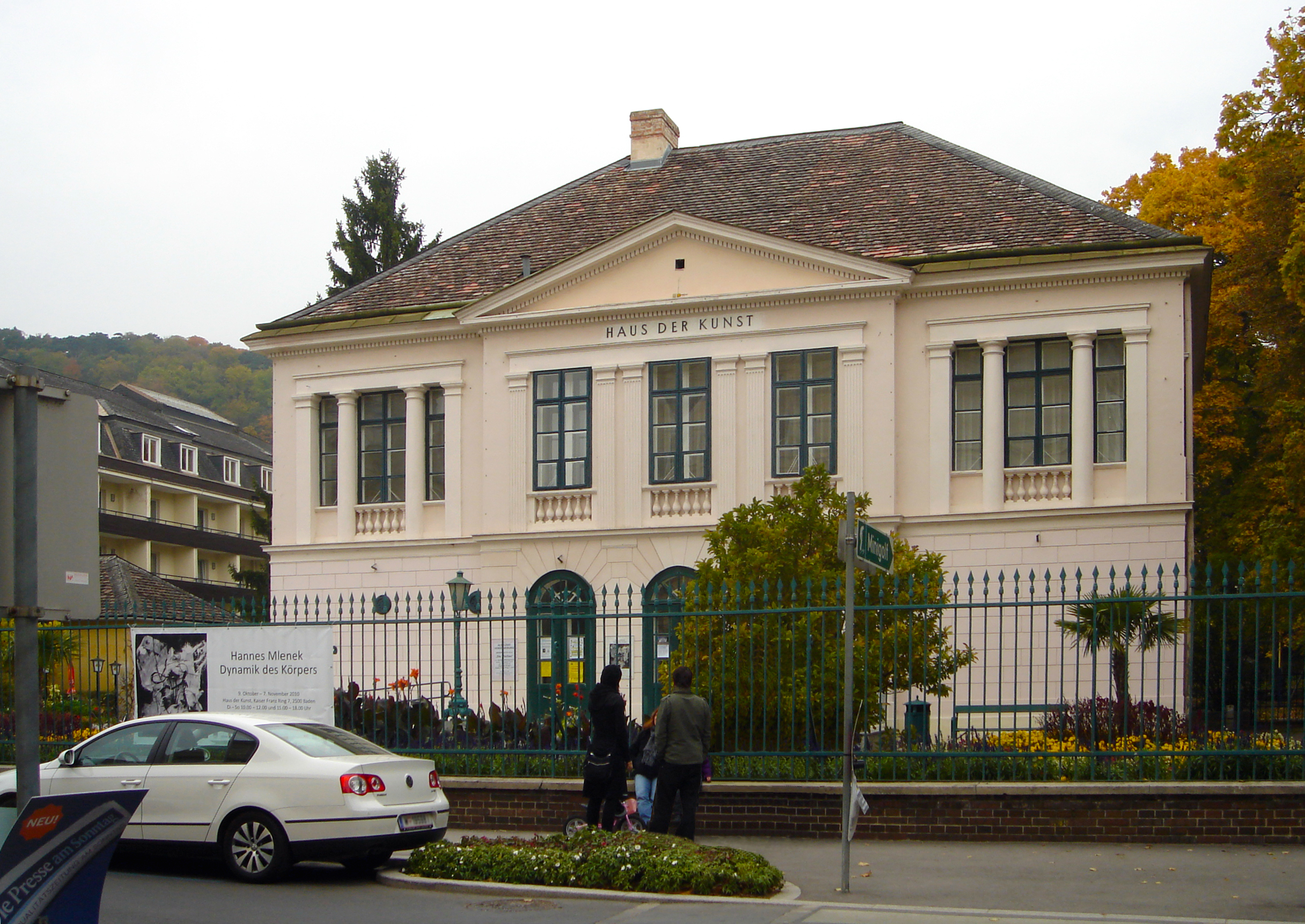
Baden bei Wien, Haus der Kunst im Herbst 2010

Villa Hudelist, später Villa Löwenstein, um 1900

Das Haus der Kunst (früher: Heim der Kunst) ist ein Ausstellungshaus in Baden bei Wien.
Diese Villa, lange Zeit Joseph Kornhäusel zugeschrieben, wurde 1818/19 von Pietro Nobile für Josef von Hudelist (k.k. Staats- und Konferenzrat; 1767–1818) an der Adresse Kaiser-Franz-Ring 7 errichtet und weist in ihrem Typus sehr direkt auf Nobiles Beschäftigung mit Palladio hin. Bis heute blieben die ursprünglichen Formen erhalten.
Der zweigeschoßige kubische Baukörper ist beherrscht von einem übergiebelten dreiachsigen Mittelrisalit mit Rundbogentüren im genuteten Erdgeschoß und Rechteckfenstern auf balustrierten Parapeten, zwischen Pilastern zu einer Gruppe zusammengefasst, im Obergeschoß. Die Flanken über dem fensterlosen, genuteten Quaderung im Putz des Erdgeschoßes zeigen große pilasterflankierte Fensteröffnungen mit eingestellten Säulen und Balustraden.
Nach Hudelist ging das Haus in den Besitz des Freiherrn Villa-Secca über, bis es Moritz Löwenstein kaufte. Dessen Enkel Gustav vergrößerte den Garten durch Glashäuser und Weinberge und machte sich einen Namen durch seine Leistungen im Weinbau mit Rebveredelungsanlagen.
1913 trat das Haus besonders ins Blickfeld: Eine Spielbankengesellschaft gründete sich und wollte in der Löwensteinvilla ein Casino einrichten. Erlaubte sogenannte „Kursaalspiele“ sollten das Ganze tarnen. Das Land Niederösterreich war grundsätzlich dagegen, die Gesellschaft investierte dennoch rund 100.000 Kronen (Spielsäle im 1. Stock), und am 23. April 1914 eröffnete das Casino. Da die Tarnung des Glücksspiels rasch aufflog, schränkte die Bezirkshauptmannschaft den Betrieb ein, und am 19. Juli 1914 erfolgte die endgültige Schließung.
Das im Rahmen des Ersten Weltkrieges geschaffene k. u. k. Armeeoberkommando, wurde nach der Übernahme der Herrscherrechte durch Kaiser Karl I. von Teschen in Österreichisch-Schlesien am 4. Jänner 1917 nach Baden verlegt. Damit rückte die Villa in eine der europäischen Entscheidungszentren. Direkt gegenüber dem Sitz des Operationsbüros dieser höchsten militärischen Leitstelle, die im imposanten Ensemble der Pfarrschule eingerichtet war, diente sie kurzfristig dem Generalstabschef Franz Conrad von Hötzendorf als Wohnräumlichkeit. Nach dessen Demission im März 1917 erhielt das Gebäude eine neue Verwendung durch den Kaiser selbst. Dieser benutzte das damals "Villa Böhm" genannte Haus gerne für Audienzen, in denen er höchste Amts- und Würdenträger aus allen möglichen, nicht feindlichen europäischen Staaten zu Gesprächen empfing. Im zugehörigen Garten konnte er auch seine Liebe zur Natur in Form von Spaziergängen während dieser Besprechungen ausleben, während er seinen eigentlichen Amts- und periodischen Wohnsitz – sein Allerhöchstes Hoflager – im Kaiserhaus am Hauptplatz (damals bereits in "Kaiser Karl-Platz umbenannt) hatte.
1925 ist die Villa durch Ankauf der Löwenstein-Besitzungen Stadteigentum geworden – und für die Zeit zwischen den Kriegen Sitz der Kurdirektion.
Ab April 1939 trug die Löwensteinvilla den Namen Haus der Kurverwaltung und beherbergte den Städtischen Fremdenverkehrsdienst, den neu gegründeten Ortsfremdenverkehrsverband, die Beethoven-Gemeinde sowie die Kanzlei des Städtischen Musikbeauftragten. Nach Abschluss von Adaptierungsarbeiten in der Villa wurde am 2. Mai 1939 die Tätigkeit der Amtsstellen in vollem Umfang aufgenommen.
Nach dem Zweiten Weltkrieg war das Haus von Angehörigen der Roten Armee besetzt.
1956 erneuerte die Malerschule das heruntergekommene Gebäude als Heim der Kunst; am 1. Juni 1957 wurden dessen Lese- sowie Veranstaltungssaal eröffnet.
Seither präsentiert das Haus Ausstellungen, Konzerte sowie verschiedenste andere Veranstaltungen, beispielsweise (seit 1986) Kurse des Franz-Schubert-Instituts.
Einige wenige Jahre beherbergte das Haus der Kunst das Koryphäum, welches als von Gerlinde Bartelt-Stelzer geschaffenes Figurenkabinett, weltweit einzigartig, bedeutende Gemälde sowie Persönlichkeiten der Geschichte dreidimensional, lebensecht bis ins kleinste Detail darstellte. Die am 24. November 2001 eröffnete Schau schloss mit Ende 2003, da die Stadtverwaltung das Gebäude für die zwischenzeitliche Unterbringung der Stadtpolizei benötigte. Die Rückwidmung des Hauses, 2006, sah das Figurenkabinett nicht mehr vor.